# Ponte Szabadság

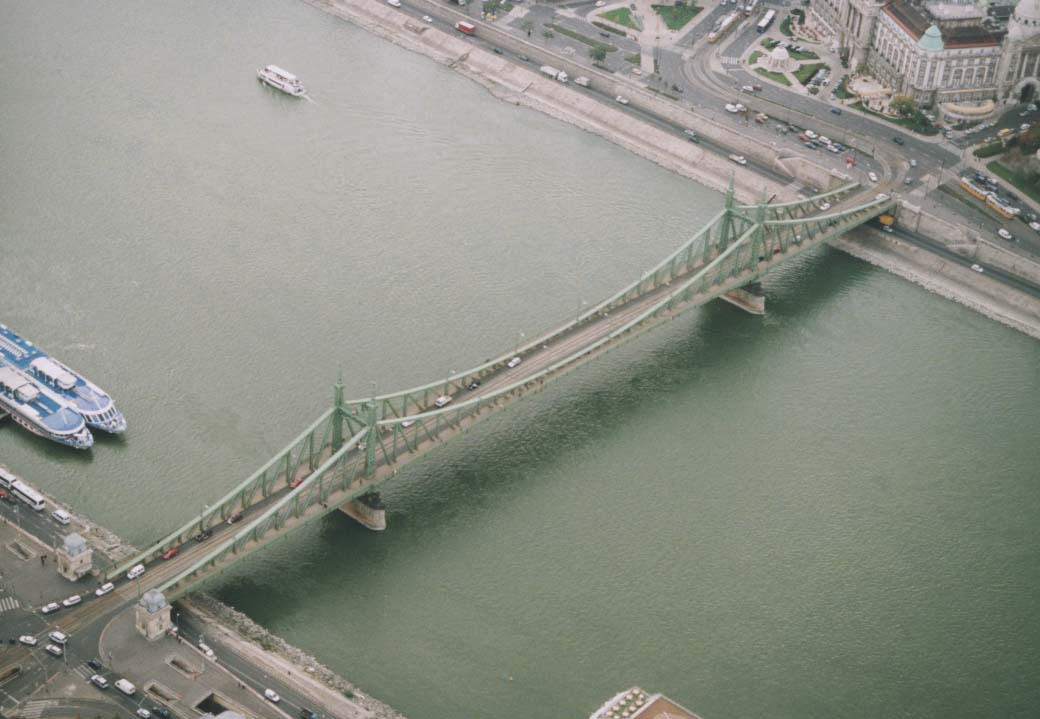
Ponte da Liberdade, Budapeste

A Ponte da Liberdade ou Szabadság híd em Budapeste, na Hungria, liga Buda (Hungria) a Peste (Hungria), cruzando o rio Danúbio. É a terceira mais a sul das pontes públicas de Budapeste, localizada na parte mais a sul da cidade.
Esta ponte tem como extremidades:
- Gellért tér (tér significa praça, fica aos pés da colina Gellért, tendo perto o SPA Gellért e o Hotel Gellért);
- Fővám tér (que vai desembocar no Mercado Municipal e na Universidade de Corvinus).
A ponte foi construída entre 1894 e 1896, tendo como arquiteto János Feketeházy. Embora diferente das outras imita ainda assim uma ponte de correntes, o que era considerado preferencial à altura de sua construção. A ponte foi inaugurada pelo Imperador Franz Joseph. O último rebite prateado foi colocado pelo próprio Imperador e originalmente a ponte tinha seu nome.
Destruída na Segunda Guerra Mundial a 16 de janeiro de 1945, foi reconstruída e terminada em 20 de agosto de 1946. 
Tem 333,6 metros de comprimento e 20,1 metros de largura. Os pilares mais altos foram decorados com grandes estátuas de bronze de Turul,uma espécie de falcão, o animal mais importante na mitologia Húngara, e o pássaro que dá origem ao próprio povo magiar. O Turul tornou-se um símbolo de poder, força e nobreza, ainda hoje ele é usado como símbolo nos casacos do Exército Húngaro e nos escritórios de Defesa Nacional.